# Sara Modigliani
Sara Modigliani (Roma, 18 maggio 1948) è una cantante italiana, interprete, in particolare, della canzone romana e dei canti sociali.

## Biografia
Sara Modigliani ha iniziato nel 1971 la sua attività di ricerca sulla musica contadina e popolare italiana collaborando con personalità del mondo musicale e culturale come Giovanna Marini e Alessandro Portelli. È stata voce femminile e flautista nella prima formazione del Canzoniere del Lazio, tra il 1973 e il 1974. Con tale gruppo ha inciso i due album d'esordio Quando nascesti tune e Lassa stà la me creatura.
Nel 1973, come flautista, suona nell'album Mentre la gente se crede che vola, del cantautore Gianni Nebbiosi, contenente la canzone Ma che razza de città. Sempre negli anni Settanta, insieme a vari musicisti jazz dell’area romana, ha contribuito alla nascita e allo sviluppo della Scuola Popolare di Musica di Testaccio (SPMT) a Roma.
Negli anni Novanta, dopo una assenza dalle scene, Modigliani ha ripreso a cantare, guidando il gruppo La Piazza. Nel suo repertorio, i canti della Resistenza e, più in generale, le canzoni e le testimonianze contro la guerra. Centrale anche il suo ruolo di ricercatrice ed interprete del repertorio della canzone romanesca, al fine di recuperarne l’immagine meno conosciuta e rivalutarne gli aspetti più raffinati.
Con la chitarrista classica Sonia Maurer, nel 2001 ha inciso Barcarolo Romano, un album contenente, oltre al celebre pezzo di Romolo Balzani, anche altre canzoni romane.
Nel 2007 ha ripreso il brano Ma che razza de città, del cantautore Gianni Nebbiosi e ne ha fatto la title track di un nuovo album in cui esprime contemporaneamente canto popolare, canzone tradizionale romana, canzone sociale e d’autore.
Nello stesso anno ha poi diretto il “Laboratorio di canti popolari, politici e sociali” del Circolo Gianni Bosio, sino al momento dello sfratto della sede (2016). Nell’ambito di un progetto di integrazione culturale sul territorio del quartiere romano “Casilino 23” ha creato il “Coro Multietnico Romolo Balzani” (2009).
Attualmente, insieme a Marco Onorati (voce), Felice Zaccheo (mandolino), Luca Mereu (mandola) e Sonia Maurer (chitarra) ha dato vita al quintetto Canzoniere di Roma, con l'intento di ripercorrere la storia della canzone tradizionale della città eterna.

## Caratteristiche tecniche
Artista dotata di grande tecnica vocale, che esprime con naturalezza e totale partecipazione al mondo culturale da lei cantato. Personalità di enorme coscienza civile, amabile e disponibile.

## Discografia

### Album
- 1973 – Quando Nascesti Tune (con il Canzoniere del Lazio)
- 1974 – Lassa Stà La Me Creatura  (con il Canzoniere del Lazio)
- 1994 - Amore piccolino fatte grande .... (con La Piazza)
- 1997 - Milandé (con La Piazza)
- 2001 – Barcarolo Romano. Le canzoni di Romolo Balzani (con Sonia Maurer)
- 2007 – Ma che razza de città

### Compilation
- 2002 – Nena mia sò barcaiolo, in: Vent'Anni e più di ...Circolo Gianni Bosio
- 2015 – Ma che razza de città (con La Piazza) in: Vent'anni di musica all'Istituto Ernesto De Martino.